# Phyllotreta iberica
Phyllotreta iberica es una especie de insecto coleóptero de la familia Chrysomelidae. Fue descrita en 1911 por Heikertinger.